# 長尾鳳蜆蝶
長尾鳳蜆蝶（學名：Chorinea octauius）是屬於蜆蝶亞科蜆蝶族的一種蝴蝶，是鳳蜆蝶屬的一種。共有2個亞種。分佈於中美洲之危地馬拉至哥倫比亞及巴西一帶。

## 亞種
- C. o. octauius

- 指名亞種，分佈於南美洲之圭亞那、蘇利南、千里達島和委內瑞拉
- D. s. orchestris Stichel, 1910

- 分佈於秘魯

## 腳註
1. ↑  Chorinea octauius （页面存档备份，存于） - funet.fi （英文）
2. ↑  Lewis, 1974. Butterflies of the World: pl. 71, f. 37

## 外部連結
- 维基共享资源上的相關多媒體資源：長尾鳳蜆蝶
- 維基物種上的相關：長尾鳳蜆蝶
- Chorinea octauius octauius （页面存档备份，存于） - Butterflies of America （英文）